# Barrabás
Pour les articles homonymes, voir Barrabas.
Barrabás est un groupe espagnol, originaire de Madrid. Il connait son plus grand succès dans les années 1970 et 1980 sous la direction du batteur et producteur Fernando Arbex. Le style musical du groupe était à l'origine du rock latino avec des influences de jazz et de funk, avant d'évoluer vers un son plus orienté vers le disco.

## Histoire
Arbex forme Barrabás en 1971 lorsque son groupe précédent, Alacrán, se sépare. Lui et Ignacio « Iñaki » Egaña, le bassiste et chanteur d'Alacrán, ont été rejoints par plusieurs autres musiciens pour préparer l'enregistrement de leur premier album, Wild Safari, sorti plus tard dans l'année. Il s'agit des frères guitaristes philippins Ricky et Miguel Morales, du claviériste portugais Juan Vidal et du percussionniste, saxophoniste et flûtiste cubain Ernesto « Tito » Duarte. Wild Safari a produit les tubes Woman et l'homonyme Wild Safari, qui ont connu le succès dans plusieurs pays d'Europe et d'Amérique, dont les États-Unis et le Canada,. Le groupe a également effectué des tournées dans toute l'Amérique latine.
Arbex retire Egaña du groupe après l'enregistrement de Wild Safari, et a également décidé de réduire sa propre implication en tant que musicien, en engageant deux nouveaux membres, José Luis Tejada et José María Moll, respectivement en tant que chanteur et batteur. Moll a joué avec Barrabás depuis le début, Arbex ne jouant que sur Wild Safari. Cette nouvelle formation enregistre deux albums, Power en 1973 et ¡Soltad a Barrabás! en 1974. Ce dernier album contient le single à succès Hi-Jack, qui atteint la première place en Espagne, et est repris avec succès par le musicien de jazz américain Herbie Mann en 1975.
Moll quitte ensuite le groupe à la suite de désaccords avec les autres membres, et est remplacé par Daniel Louis. Avec la popularité du disco au milieu des années 1970, Barrabás s'est orienté dans cette direction et a produit un certain nombre de petits succès. Il y a eu un autre changement de line-up lorsque Tejada et Ricky Morales sont partis pour être remplacés par Ernie Garrett à la guitare et au chant. Garrett est rapidement contraint de quitter le groupe en raison de problèmes cardiaques et Barrabás se dissout en 1977. Arbex se consacre alors pleinement à l'écriture et à la production de musique pour d'autres artistes.
Le groupe se reforme en 1980 avec une nouvelle formation. Ni les frères Morales, ni Vidal, ni Louis ne sont impliqués et sont remplacés par Moll, qui revient, le guitariste costaricien « Koky » Maning, la bassiste « Susy » Gordaliza et le claviériste Armando Pelayo. Cette formation enregistre deux albums avant d'être abandonnée par leur maison de disques, RCA, et par la suite Tejada, Maning, Gordaliza et Pelayo partent tous. Miguel Morales et Iñaki Egaña reviennent ensuite pour l'enregistrement de l'album Prohibido en 1983 pour CBS.
Par la suite, Barrabás continue sur une plus petite échelle sous la direction de Moll, toujours accompagné d'Egaña et de Miguel Morales, avec l'aide de Duarte et d'autres musiciens, tant en concert qu'en studio. Plusieurs albums ont été enregistrés dans les années 1990, consistant en des réenregistrements de chansons des années 1970 et 1980.
Le fondateur de Barrabás, Fernando Arbex, est décédé en 2003. Le multi-instrumentiste Ernesto « Tito » Duarte est décédé en Espagne le 14 juillet 2003, à l'âge de 57 ans. Tejada est décédé le 20 avril 2014 à l'âge de 69 ans.

## Membres

### Membres actuels
- Iñaki Egaña (1948–) – basse, chant (1971–1972, depuis 1983)
- Miguel Morales (1949–) – guitare, basse, chant (1971–1977, depuis 1983)
- José María Moll (1946–) – batterie (1972–1974, depuis 1980)

### Anciens membres
- Fernando Arbex (1941–2003) – batterie (1971–1972), production
- Ernesto « Tito » Duarte (1946–2003) – saxophone, flûte, batterie, percussions (1971–1977, 1980–2003)
- Ricky Morales (1945–) – guitare solo, chant (1971–1977)
- Ernie Garrett (d. 1978) – guitare, chant (1977)
- Juan Vidal (1945–) – claviers, chant (1971–1977)
- José Luis Tejada (1945–2014) – chant (1972–1977, 1980–1983)
- Daniel Louis (1946–d.) – batterie (1974–1977)
- Armando Pelayo (1948–) – claviers (1980–1983)
- Jorge Eduardo « Koky » Maning – guitare, chant (1980–1983)
- Jesús « Susi » Gordaliza – basse, chant (1980–1983)

## Discographie
- 1972 : Wild Safari
- 1973 : Power
- 1974 : ¡Soltad a Barrabás!
- 1975 : Heart of the City
- 1975 : Watch Out
- 1977 : Barrabás
- 1981 : Piel de Barrabás
- 1982 : Bestial
- 1983 : Prohibido